# Rosendaal (Willemstad)
Rosendaal – dzielnica (wijk) miasta Willemstad w dystrykcie Willemstad, w kraju autonomicznym Curaçao, należącym do Holandii, w Ameryce Południowej. 20 października 2023 r. liczyła 1849 mieszkańców.  

## Osady
W skład dzielnicy wchodzi osiem osad (buurt):
| Lp. | Nazwa         | Powierzchnia km² | Liczba mieszkańców |
| --- | ------------- | ---------------- | ------------------ |
| 1.  | Gasparitu     | 0,52             | 7                  |
| 2.  | Gibraltar     | 0,12             | 458                |
| 3.  | Jenefu        | 0,04             | 86                 |
| 4.  | Mirla Plate   | 0,06             | 129                |
| 5.  | Roosendaal    | 0,33             | 431                |
| 6.  | Selinda       | 0,08             | 225                |
| 7.  | Sinia Theresa | 0,22             | 105                |
| 8.  | Welatina      | 0,12             | 427                |